# Хмельник (гміна, Ряшівський повіт)
Гміна Хмельник (пол. Gmina Chmielnik) — сільська гміна у східній Польщі. Належить до Ряшівського повіту Підкарпатського воєводства.
Станом на 31 грудня 2011 у гміні проживало 6660 осіб.

## Територія
Згідно з даними за 2007 рік площа гміни становила 52.87 км², у тому числі:
- орні землі: 74.00%
- ліси: 14.00%

Таким чином, площа гміни становить 4.34% площі повіту.

## Населення
Станом на 31 грудня 2011:
| Опис     | Загалом | Загалом | Чоловіки | Чоловіки | Жінки | Жінки |
| -------- | ------- | ------- | -------- | -------- | ----- | ----- |
| одиниця  | осіб    | %       | осіб     | %        | осіб  | %     |
| все      | 6660    | 100     | 3309     | 49.68    | 3351  | 50.32 |
| міське   | 0       | 100     | 0        |          | 0     |       |
| сільське | 6660    | 100     | 3309     | 49.68    | 3351  | 50.32 |

## Солтиства
Блендова Тичиньска, Борувкі, Хмільник, Рафалівська Воля, Забратівка.

## Сусідні гміни
Гміна Хмельник межує з такими гмінами: Гижне, Красне, Ланьцут, Маркова, Тичин.